# Кафија Кинги (регион)
Кафија Кинги (енгл. Kafia Kingi) је спорни регион површине 25.000 км² који се налази на крајњој западној граници између Судана и Јужног Судана. Обе стране сматрају ову територију као део своје државе, тачније области Дарфур (Судан), тј. Западни Бахр ел Газал (Ј. Судан). Кафија Кинги је богата минералним налазиштима. У мају 2012. године војска Судана је окупирала регион.